# Economia di Porto Rico

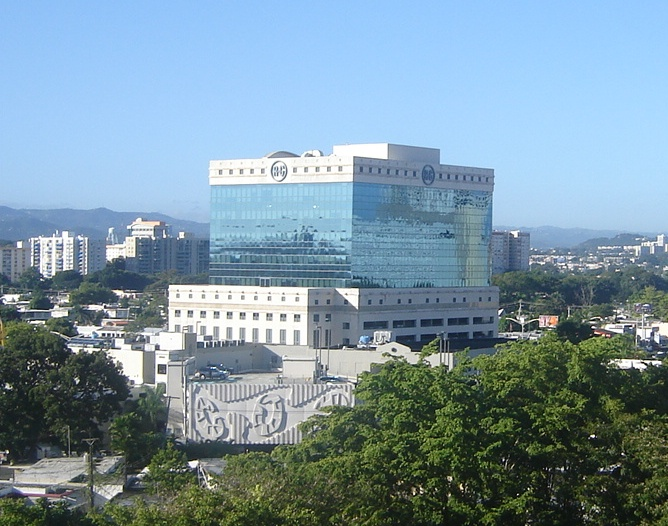
Quartier generale della R-G Financial Corporation, in Hato Rey, San Juan

Agli inizi del XX secolo l'economia di Porto Rico si basava essenzialmente sull'agricoltura, e in particolar modo era incentrata sulla canna da zucchero, che ne costituiva il raccolto principale. Verso la fine degli anni quaranta una serie di progetti, facenti parte dell'operazione Bootstrap, favorirono la nascita di numerose fabbriche, permettendo all'industria manifatturiera di prevalere sull'agricoltura. Infatti, dopo la grande depressione del 1929 le condizioni economiche di Porto Rico migliorarono nettamente, grazie agli investimenti stranieri nell'industria petrolchimica, farmaceutica e nella ricerca tecnologica. Tali industrie furono inizialmente avvantaggiate dal fatto che beneficiavano di un trattamento particolare da parte delle imposte statunitensi; successivamente si vennero a trovare a competere con le altre industrie di quei paesi economicamente arretrati nei quali non vi è tassazione sui salari. Come conseguenza alcuni imprenditori stranieri rilevarono alcune industrie di Porto Rico per spostarle in altri paesi del centro e sud America o in Asia. Attualmente Porto Rico è soggetto a tutte le leggi e restrizioni commerciali degli Stati Uniti.
Nel 2004 il prodotto interno lordo (PIL) pro-capite dei portoricani è stato di 17.700 dollari, cifra che mette in risalto un notevole aumento considerando i 14.412 dollari del 2002, stimati dal censimento sulla popolazione ad opera del Puerto Rican Legal Defense and Education Fund. Dallo stesso censimento è emerso che il tasso di povertà si aggirava intorno al 48,2%. In termini di paragone, il Mississippi, lo stato più povero della federazione americana, nel triennio 2002-2004 ha avuto un prodotto interno lordo medio pro-capite di 21.587 dollari. È dal 1952 che questo divario rimane tendenzialmente invariato; ciononostante Porto Rico risulta sempre essere il paese dell'America Latina più sviluppato.
Il 1º maggio 2006 il governo portoricano ha dovuto far fronte a un significante deficit monetario, che lo ha costretto a chiudere il Dipartimento dell'educazione e altri 42 enti governativi, nonché tutti i 1.536 istituti scolastici pubblici, per un totale di 95.762 addetti statali mandati a casa in licenza, in quello che è stato il primo crollo parziale del governo nella storia dell'isola. Il 10 maggio 2006 la crisi finanziaria è stata risolta con l'introduzione di una tassa pari all'1% sull'acquisto di qualsiasi bene. Il 15 novembre, per stabilizzare il bilancio, il governo ha dovuto aumentare questa tassa al 5,5% lasciando la possibilità ai singoli comuni di incrementarla ulteriormente dell'1,5% come tassa municipale, fino ad un massimo, quindi, del 7%.
Il 1º agosto 2015 il governo portoricano ha dichiarato lo stato di insolvenza. Nel 2016, l’allora presidente Barack Obama ha firmato il Puerto Rico Oversight, Administration, and Economic Stability Act, noto anche come PROMESA. La legge PROMESA ha conferito al Board of Fiscal Audit degli Stati Uniti il controllo sulle finanze economiche di Porto Rico..
la "Legge Jones". Nota come "Merchant Marine Act del 1920", questa legge statunitense impone che tutte le merci trasportate tra i porti statunitensi siano trasportate da navi costruite negli Stati Uniti, di proprietà di cittadini statunitensi, con equipaggio americano e che battono bandiera statunitense a Porto Rico. È denunciata come una legge contraria alla libertà economica di Porto Rico..

## Turismo

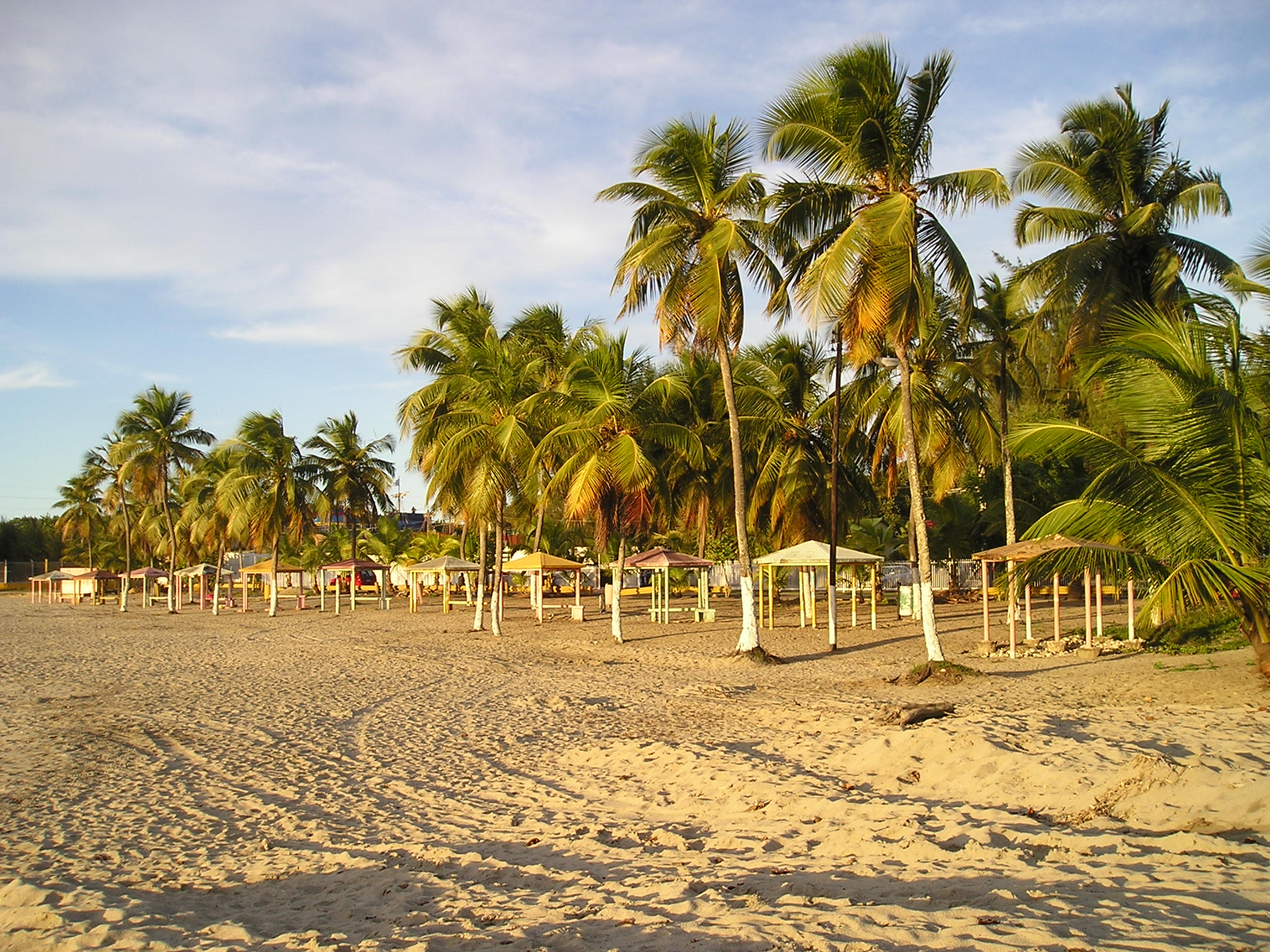
Una spiaggia nei pressi di Arecibo

Un'altra importante componente dell'economia portoricana è il turismo, con un introito medio annuo di 1,8 miliardi di dollari. Si stima che i turisti che hanno visitato l'isola nel 1999, soprattutto provenienti dagli Stati Uniti, siano stati 5 milioni, di cui quasi un terzo croceristi. Dal 1998 si è registrato un costante incremento nella ricettività alberghiera, in termini di presenze e di nuovi esercizi costruiti. Inoltre la nascita di nuovi progetti turistici, tra cui il centro congressi di Porto Rico, evidenzia ancora una volta come questo fenomeno sia fondamentale per l'economia dell'isola.
I maggiori luoghi d'interesse turistico sono le chilometriche e bianche spiagge caraibiche lungo tutti i litorali e in particolare le isole di Culebra e Vieques, la capitale San Juan con i forti coloniali spagnoli e il centro storico della Vecchia San Juan, l'osservatorio astronomico di Arecibo, dove si trova il più grande radiotelescopio del mondo, le grotte del Río Camuy, poste in una profonda dolina in mezzo alla giungla, le pittoresche città di Ponce e San Germán, la foresta pluviale caraibica del Yunque e i siti archeologici di Caguana e di Tibes.

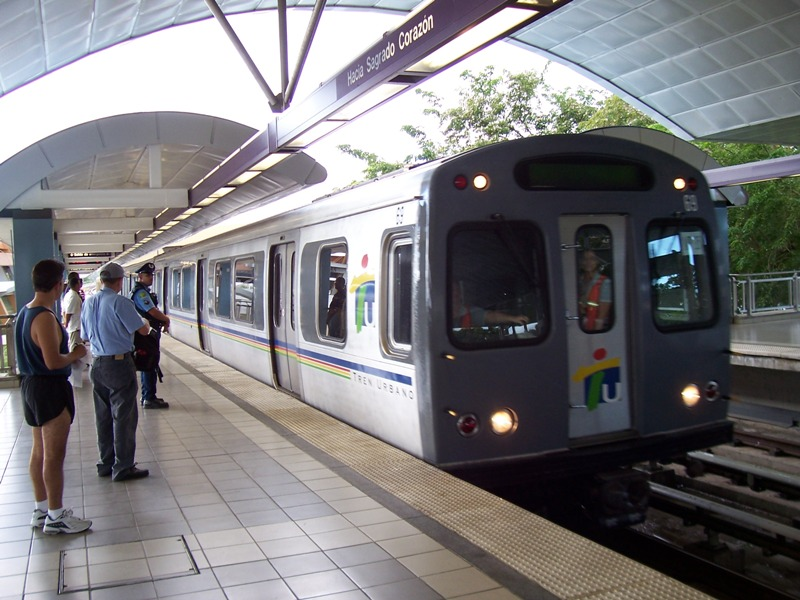
Il Tren Urbano nella stazione di Bayamón

## Infrastrutture
Porto Rico vanta le infrastrutture più tecnologicamente avanzate dei Caraibi e dell'America Latina. Le sue principali città, tra cui San Juan, Bayamón, Caguas, Guaynabo, Carolina e Ponce, sono caratterizzate da edifici moderni e dalla presenza di numerose e importanti fabbriche industriali. Per lo stesso motivo la salute e l'istruzione hanno raggiunto un elevato standard qualitativo, grazie alla presenza su tutto il territorio di edifici ospedalieri, cliniche specializzate e istituti scolastici di ogni grado e livello, tra cui 47 centri universitari.
Tuttavia la corsa all'innovazione e alla ricerca del benessere ha condotto Porto Rico al limite massimo di contenimento di infrastrutture, intaccando notevolmente l'ambiente; studi recenti hanno dimostrato che, se lo sviluppo continuerà con i ritmi attuali e senza imporsi delle determinate leggi a protezione delle risorse naturali, l'isola in meno di 70 anni diventerà una enorme "città-isola".